# Злица (мјузикл)
Злица (енгл. Wicked) бродвејски је мјузикл. Музику и текст је написао Стивен Шварц, а књигу Вини Холцман. Темељи се на истоименом роману Грегорија Магвајера из 1995, који је сам по себи препричавање класичног романа Чудесни чаробњак из Оза Л. Френка Баума из 1900, као и филма Чаробњак из Оза из 1939. који је произвео Metro-Goldwyn-Mayer.
Мјузикл је испричан из перспективе вештица из земље Оз. Радња почиње пре доласка Дороти Гејл из Канзаса и наставља се након њеног одласка, а садржи неколико референци на филм из 1939. и Баумов роман. Прати причу о две невероватне пријатељице, Елфаби (Зла Вештица Запада) и Галинди (Добра Глинда), чије се пријатељство завршава због супротних ставова, као и ривалства око истог дечка и реакције на Чаробњакову корумпирану владавину.
Премијерно је приказан у октобру 2003. године на Бродвеју у Гершвин театру, након завршетка пробе на Бродвеју у мају/јуну исте године у позоришту Куран у Сан Франциску. Главне улоге биле су Идина Мензел као Елфаба, Кристин Ченоует као Глинда и Џоел Греј као Чаробњак. Оригинална бродвејска продукција освојила је три награде Тони и седам награда Драма деск, док је саундтрек освојио награду Греми.
Злица је прославила своју 16. годишњицу на Бродвеју 30. октобра 2019. Дана 28. октобра, са својим 6.681. извођењем, надмашила је мјузикл Јадници и постао пети најдужи шоу на Бродвеју. Углавом траје око два сата и 30 минута, заједно са паузом.
Дводелна филмска адаптација, коју је режирао Џон М. Чу, у којој глуме Синтија Ериво као Елфаба, Аријана Гранде као Глинда, Џеф Голдблум као Чаробњак и Џонатан Бејли као Фијеро је тренутно у изради. Први део ће бити приказан 27. новембра 2024, а други део ће уследити годину дана касније, 21. новембра 2025.